# Cynelos
A Cynelos az emlősök (Mammalia) osztályának ragadozók (Carnivora) rendjébe, ezen belül a fosszilis medvekutyafélék (Amphicyonidae) családjába és az Amphicyoninae alcsaládjába tartozó nem.

## Tudnivalók
A Cynelos-fajok a miocén kor elejétől majdnem a végéig éltek, vagyis körülbelül 23,3-7,2 millió évvel ezelőtt. A különböző fajok Észak-Amerika, Eurázsia és Afrika területein fordultak elő.
Az állatok maradványai a következő helyekről kerültek elő: a pakisztáni Bhagothoro-ból, a kenyai Nyugat-Turkanából, Ugandából, az egyiptomi Wadi Moghra-ból, az oregoni Skull Spring-ból, a Floridában levő gilchrist megyei Thomas farmról, a delawarei Pollack farmról, valamint a kaliforniai Orange megye Santa Ana-hegységből.
1862-ben, amikor is Jourdan leírta és megnevezte a nemet, az európai C. lemanensis alapul; emiatt ez is lett a típusfaj. Az állatot egy időben a medvekutyák (Amphicyon) nemébe sorolták át, Amphicyon lemanensis név alatt. 1998-ban Hunt besorolta ezt a nemet az Amphicyoninae alcsaládba; az idetartozást 2001-ben Sach és Heizmann megerősítették. Annak idején Jourdan Amphicyonidae-ként kezelte az állatot; 1988-ban Carroll és 2007-ben Morlo a kutatótársaival együtt megerősítették a családba való tartozást.
1988-ban, Legendre és Roth egy példány alapos vizsgálata után, arra a következtetésre jutottak, hogy az élő állat körülbelül 84,4 kilogrammos lehetett.
A fogazatok alapján a Cynelos-fajok majdnem kizárólag húsevő állatok voltak.

## Rendszerezés
A nembe az alábbi 5 faj tartozik:
- Cynelos caroniavorus White, 1942
- Cynelos idoneus Matthew, 1924
- Cynelos lemanensis Jourdan, 1862 - típusfaj
- Cynelos malasi Hunt, Jr. & Stepleton, 2015
- Cynelos sinapius Matthew, 1902

## Fordítás
- Ez a szócikk részben vagy egészben  a   Cynelos című angol Wikipédia-szócikk ezen változatának fordításán alapul.  Az eredeti cikk szerkesztőit annak laptörténete sorolja fel. Ez a jelzés csupán a megfogalmazás eredetét és a szerzői jogokat jelzi, nem szolgál a cikkben szereplő információk forrásmegjelöléseként.